# Vastagveret

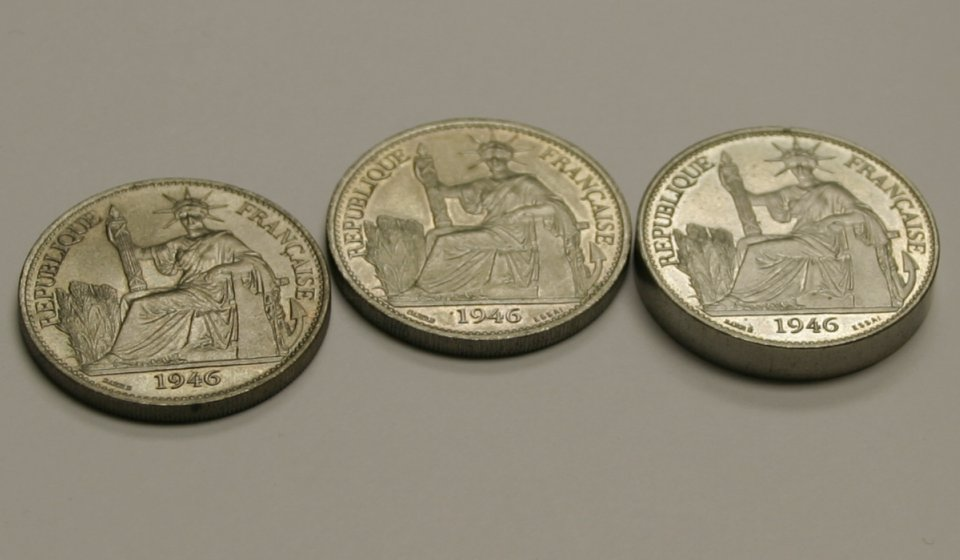
Forgalmi veret, próbaveret és vastagveret. (50 cent, Francia-Indokína, 1946.)

A vastagveret (francia eredetű kifejezéssel piedfort vagy piedforte; a piefort és piéfort hibásan betűzött alakok a Krause és Mishler-féle Standard Catalog of World Coins érmekatalógus nyomán terjedtek el) azoknak az érmeváltozatoknak a megnevezése, melyeket a szokásosnál vastagabb lapkára vertek. A kifejezés a francia pied [de monnaie] ’[pénz]láb’ és fort(e) ’erős’ szavak összevonása, és az erősebb (hagyományosan kétszeres) pénzlábra utal, ami után ezeket az érméket verték. A vastagveretek a próbaverettől abban térnek el, hogy a forgalmi pénzekhez használt verőtövekkel készülnek (vagyis nincs rajta megkülönböztető jel vagy felirat).
Ezen érméket először Franciaországban és Nagy-Britanniában jegyezték fel a középkorban. Az első francia piefort a 12. században bukkant fel először. 
A piefort kifejezést elsősorban (de nem kizárólag) a franciaországi veretekre használják, melyeket a 15. században elszórtan, a 16. században már rendszeresen vertek. Régebben ajándékozási és bemutatási céllal verték, napjainkban kifejezetten gyűjtői igényeket szolgálnak.
Magyarországon a modern érmék közül az 1980-ban vert olimpiai (Lake Placid), a 2011-ben vert Liszt Ferenc emlékpénznek és a Középkori Aranyforintok sorozat darabjainak (2012: I. Károly, 2013: I. Lajos, 2014: Mária, 2016: Zsigmond, 2018: Habsburg Albert, 2020: I. Ulászló) készült vastagverete.